# Дом специалистов (Смоленск)
Дом специалистов — памятник архитектуры регионального значения, расположенный на пересечении улиц Николаева и проспекта Гагарина в г. Смоленске.

## История
Дом специалистов был возведён в 1934—1936 годах как жилой дом, предназначенный для технической и творческой интеллигенции. В нём имелось 76 квартир; на первом этаже располагались продовольственный и промтоварный магазины. Здание сильно пострадало в годы Великой Отечественной войны, но было восстановлено в 50-х годах.

## Описание
Дом специалистов находится в южной части исторического центра Смоленска и занимает целый квартал по проспекту Гагарина. Здание имеет сложную конфигурацию плана: основной объём вытянут вдоль проспекта Гагарина, меньшая часть расположена по улице Николаева, и ещё меньшая — по улице 2-я Краснинская. Центральная часть фасада, обращённого к проспекту Гагарина, повышена по отношению к боковым участкам. Над венчающим карнизом располагается аттик: в верхней части глухой, в нижней — прорезанный многочисленными оконными проёмами. На фронтоне имеется надпись «Дом специалистов» и даты строительства.

## Мастерская А. Г. Сергеева

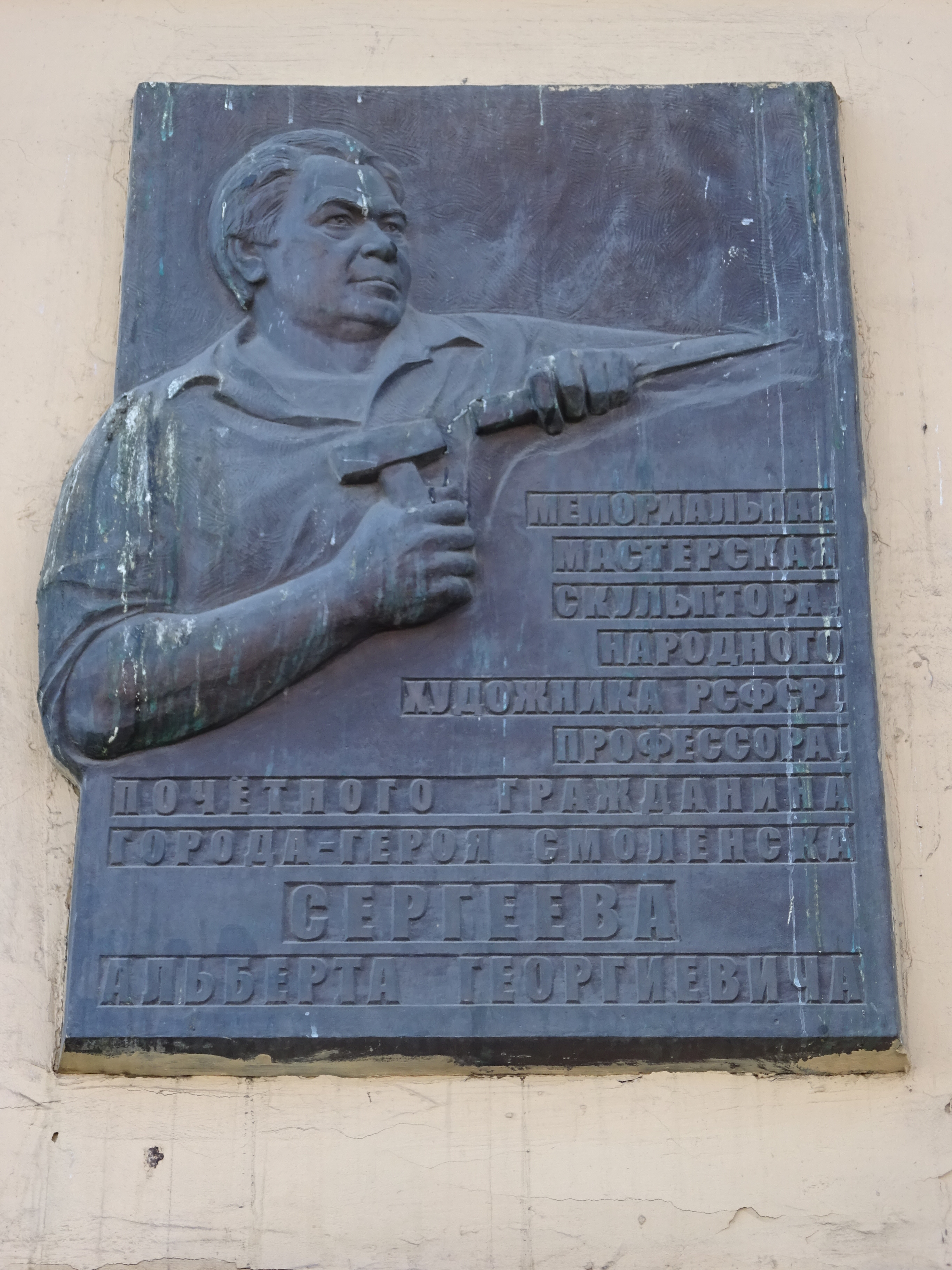
Мемориальная доска в память А.Г. Сергеева

В Доме специалистов находилась мастерская известного скульптора Альберта Сергеева, в которой он работал до последних дней жизни. Над мастерской установлена мемориальная доска, на которой изображен Альберт Сергеев с резцом и молотком в руках. Барельеф выполнила скульптор Ольга Барановская — дочь Альберта Сергеева. На доске сделана надпись: «Мемориальная мастерская скульптора, народного художника РСФСР, профессора, почетного гражданина города-героя Смоленска Сергеева Альберта Георгиевича».